# Die letzten Zaren
Die letzten Zaren ist eine US-amerikanische Serie, die als Hybrid aus Dokumentation/Erzählung und Drama die letzten Jahrzehnte der insgesamt 300 Jahre langen Herrschaft über Russland durch das Haus Romanow beziehungsweise Romanow-Holstein-Gottorp erzählt, im Speziellen über Zar Nikolaus II., seine Frau Zarin Alexandra Fjodorowna, Rasputin und die Betrügerin Anna Anderson.

## Handlung
Nach dem überraschenden Tod von Zar Alexander III. im Jahr 1894 wird der 26-jährige Nikolaus Alexandrowitsch Romanow als Nikolaus II. zum Nachfolger gekrönt. Die Heirat mit der 22-jährigen Alix von Hessen-Darmstadt wird vorgezogen – sie wird als Zarin Alexandra Fjodorowna gekrönt. Es kommt bei den Feierlichkeiten auf dem Festplatz zu einem Tumult, bei dem mehrere tausend Menschen ums Leben kamen, was als dunkler Vorbote für die zukünftige Herrschaft des Zaren angesehen wird.
Nach vier weiblichen Nachkommen, was einen zunehmend innenpolitischen Druck aufbaut, wird 1904 ihr Sohn Alexei Romanow geboren. Doch er ist unheilbar an der „Bluterkrankheit“ (Hämophilie) erkrankt, die ihm seine Mutter vererbt hatte. Sie halten die Krankheit geheim. Ärzte können Alexei nicht heilen und deshalb suchen sie Rat beim Wanderprediger Rasputin, der es durch seine Aura schafft, Mutter und somit Sohn zu beruhigen.
Nikolaus verneint Vorschläge zur Modernisierung beziehungsweise Öffnung des Landes und verschärft seinen autokratischen Machtanspruch. Er betreibt eine kompromisslose Unterdrückungspolitik gegen die Selbstverwaltungsbestrebungen der nationalen Minderheiten und gegen Bürgertum und Arbeiterschaft, die vermehrt politische Mitsprache und Sozialreformen fordern.
Es kommt 1904 zum Russisch-Japanischen Krieg, der mit einer vernichtenden Niederlage für Russland endet und den Zaren weiter schwächt: Innenpolitisch, wo es zu Aufständen gegen die Unterdrückung der nationalen Minderheiten und der Arbeiterschaft kommt, und außenpolitisch, weil er nicht nur den Krieg gegen Japan vernichtend verliert, sondern auch die für die Sicherung gegenüber Europa wichtige Baltische Flotte nach Ostasien schickt, die dort 1905 vernichtet wird.
Rasputins Einfluss auf die Zaren wächst und somit auch der Argwohn ihm gegenüber, während Zar Nikolaus brutal gegen Aufstände der Bauern vorgeht, die an Hungersnot leiden. Der Rückhalt des Zaren schwindet. Aristokraten verteilen Flugblätter, die den Einfluss Rasputins auf die Zaren scharf kritisieren.
Der Erste Weltkrieg bricht aus und der Zar hadert ob eines Kriegseintritts. Die Zarin, als Deutsche, und Rasputin raten ab – Nikolaus entscheidet sich für den Krieg. Nach anfänglichen Erfolgen wird die russische Armee immer weiter zurückgetrieben und die Verluste werden immer höher. Es kommt im Zarenreich zu Aufständen. Wegen der schlechten Gesamtlage übernimmt Nikolaus am 5. September 1915, gegen den Rat der Minister, selbst den Oberbefehl über die Streitkräfte und verlässt die Hauptstadt Petrograd. Seine Frau übernimmt die Regierungsgeschäfte und lässt sich von Rasputin beraten. Es kommt zur Entlassung alter und Ernennung neuer Minister, sodass die Regierung weder stabil noch effizient arbeiten kann. Daraus resultiert unter anderem die katastrophale Versorgungslage an der Front und für die Zivilbevölkerung. Rasputin wird 1916 durch Felix Jussupow, den er als einen seiner wenigen Freunde ansah, und weitere Mittäter ermordet.
Die Moral der Truppen an der Front ist wegen militärischer Misserfolge, hoher Verluste und mangelhafter Versorgung äußerst schlecht: Es kommt zur Februarrevolution von 1917. Die Zarin und der Zar verkannten die Lage komplett. Der Zar muss abdanken und beendet die 300-jährige Herrschaft des Hauses Romanow. Er möchte mit seiner Familie zum Familiensitz, es wird ihm verwehrt und die Familie steht unter Hausarrest. Nikolaus lehnt es ab, Russland zu verlassen und möchte mit seiner Familie aufs Land ziehen. Nachdem die Bolschewiki durch die Oktoberrevolution von 1917 die Macht an sich gerissen hatten, ändert sich das Leben der Zarenfamilie und sie werden als Gefangene betrachtet. Sie werden in Richtung Sibirien ins Ipatjew-Haus bei Jekaterinburg gebracht.
In Russland herrscht Bürgerkrieg. Dem Zar wohlwollende Adelige und Offiziere, die Weiße Armee, kämpfen gegen die herrschenden Bolschewiki.
Nikolaus hofft auf Befreiung durch die herankommenden Truppen – Lenin, der zunächst gegen die aus seinen Reihen kommende Forderung nach Ermordung des Zaren ist, stimmt letztlich für die Erschießung. Nikolaus, Alix und ihre fünf Kinder werden im Keller des Hauses erschossen.
Umrahmt wird die Handlung durch Zeitsprünge ins Berlin des Jahres 1925, wo eine verwirrte Frau angibt, die Erschießung überlebt zu haben und die Thronfolgerin Großfürstin Anastasia von Russland zu sein.
Viele Szenen werden von verschiedenen Historikern kommentiert und eingeordnet, wie zum Beispiel von Simon Sebag Montefiore, dessen Buch Die Romanows. Glanz und Untergang der Zarendynastie 1613–1918 eine Quelle für die Serie war.

## Besetzung und Synchronisation
Die Serie wurde bei Christa Kistner Synchronproduktion in Berlin nach Dialogbüchern von Frank Wesel und Nadja Ehret, die auch die Dialogregie führten, synchronisiert.
| Rolle                | Darsteller       | Synchronsprecher      |
| -------------------- | ---------------- | --------------------- |
| Nikolaus II.         | Robert Jack      | Thomas Schmuckert     |
| Alexandra Fjodorowna | Susanna Herbert  | Claudia Gáldy         |
| Grigori Rasputin     | Ben Cartwright   | Viktor Neumann        |
| Maria Fjodorowna     | Bernice Stegers  | Katarina Tomaschewsky |
| Pierre Gilliard      | Oliver Dimsdale  | François Smesny       |
| Dr. Schmidt          | Steffan Boje     | Erich Räuker          |
| Ella                 | Elsie Bennett    | Katharina Spiering    |
| Militsa              | Jurga Seduikyte  | Marieke Oeffinger     |
| Shura                | Milda Noreikaite | Eva Thärichen         |

## Episodenliste
| Nr. | Deutscher Titel                    | Originaltitel                |
| --- | ---------------------------------- | ---------------------------- |
| 1   | Der Auserwählte                    | The Chosen One               |
| 2   | Der Junge                          | The Boy                      |
| 3   | Anarchie                           | Anarchy                      |
| 4   | Krieg                              | War                          |
| 5   | Revolution                         | Revolution                   |
| 6   | Das Haus zur besonderen Verwendung | The House of Special Purpose |

## Fehler
- Am 4. Februar 1905 stand das Lenin-Mausoleum noch nicht auf dem Roten Platz in Moskau, es wurde erst 1924 erbaut.[4]
- Der Zar im Allgemeinen, Nikolaus II. im Speziellen, war nicht allmächtig, sondern auf die Hilfe von Beratern und der Regierung angewiesen. Jede seiner Anweisungen war auf die Zustimmung des Russischen Adels angewiesen. Kurz: Er war dem Adel vorangestellt, aber nicht darüber gestellt.[4]
- Viele Schriftstücke zeigen das falsche Alphabet, zum Beispiel die Bibel, aus der Rasputin liest, die nach der Russischen Rechtschreibreform von 1918 geschrieben ist – Rasputin wurde 1916 ermordet.[4]

## Kritiken
„Die Serie versucht, historische Genauigkeit mit einem unvergesslichen Spektakel reich an Schönheit, Tragik, Sex und Gewalt zu verbinden. Das Ergebnis ist jedoch erbärmlich.“

„The Last Czars: the historical drama that the whole of Russia is laughing at.“

„Die letzten Zaren: das Historiendrama über das ganz Russland lacht“

„Netflix’s ‘The Last Czars’ is a shallow, melodramatic docudrama: The series fails as both a live-action narrative and a docuseries.“

„Netflix' ‚Die letzten Zaren‘ ist ein seichtes, melodramatisches Dokudrama: Die Serie scheitert sowohl als actionreiche Erzählung als auch als Dokumentation.“